# A13高速公路 (葡萄牙)
A13高速公路（葡萄牙語：A13）是葡萄牙中部一條的高速公路。呈南北走向，南起馬拉特卡（A2、A6高速公路），北至科英布拉。全長224.1公里。
目前北至阿爾梅林止（A1高速公路），長78公里。另外托馬爾以南9公里與A23高速公路共線。目前有十處交流道、兩處服務區。2002年起分段通車。托馬爾以北預期2013年通車，而A23以南路段由於歐債危機停工。